# Riespach
Riespach (en alsacià Riespe) és un municipi francès, situat a la regió del Gran Est, al departament de l'Alt Rin. L'any 1999 tenia 672 habitants.

## Demografia
| 1962 | 1968 | 1975 | 1982 | 1990 | 1999 |
| ---- | ---- | ---- | ---- | ---- | ---- |
| 543  | 582  | 548  | 587  | 608  | 672  |

## Administració
| Període   | Identitat          | Partit |
| --------- | ------------------ | ------ |
| 2001-2005 | Thierry Stehlin    |        |
| 2005-     | Marie-Josée Muller |        |